# Стоун, Герберт
Ге́рберт Сто́ун (англ. Herbert Stone; апрель 1873 — дата смерти неизвестна), также известный как Ге́нри Сто́ун (англ. Henry Stone) — английский футболист, хавбек.
Родился в Сент-Олбансе Хартфордшир, в апреле 1873 года. В июле 1893 года перешёл в английский клуб «Ньютон Хит» из Манчестера. Дебютировал за команду 26 марта 1894 года в матче Первого дивизиона против «Блэкберн Роверс» на стадионе «Ивуд Парк». В сезоне 1893/94 провёл за «Ньютон Хит» 2 матча. В следующем сезоне сыграл за команду 5 матчей во Втором дивизионе, включая 1 «тестовый матч» 27 апреля 1895 года за право выхода в Первый дивизион, в котором «язычники» проиграли «Стоку» со счётом 3:0. Также провёл за команду 1 матч в Палатинской лиге в сезоне 1893/94 и 1 матч в Большом кубке Манчестера против «Болтон Уондерерс» в сезоне 1894/95.
В июне 1895 года покинул «Ньютон Хит» — либо был отпущен клубом, либо продан — и стал игроком «Аштон Норт Энд».